# Thomas Gage
Thomas Gage (1718/19 – 1787) fou un general britànic, conegut pels seus molts anys de servei a Amèrica del Nord, incloent-hi la seva funció com comandant militar en els primers dies de la Revolució Americana.
Nascut en una família aristocràtica a Anglaterra, va servir a l'exèrcit, on va participar en la Guerra Franco-Índia servint al costat del seu futur adversari George Washington a la batalla del Monongahela, el 1755. Després de la caiguda de Montreal el 1760, va ser-ne nomenat governador militar. Durant aquest temps no es va distingir militarment, però va mostrar-se com un administrador competent.
De 1763 a 1775 va servir com a comandant en cap de les forces britàniques a Amèrica del Nord, supervisant la resposta britànica a la rebel·lió de Pontiac de 1763. El 1774 va ser nomenat també governador militar de la província de la Badia de Massachusetts, amb instruccions per implementar les Lleis Intolerables, castigant Massachusetts pel Boston Tea Party. El seu intent per prendre els arsenals militars de les milícies patriotes l'abril de 1775 van provocar les Batalles de Lexington i Concord, iniciant la Guerra d'Independència. Després de la victòria pírrica a la batalla de Bunker Hill el juny de 1775, va ser substituït pel general William Howe l'octubre del mateix any i retornà a la Gran Bretanya.

## Primers anys
Thomas Gage va néixer el 10 de març de 1718/19 i va ser batejat el 31 de març de 1719 a Westminster St James, Middlesex (Anglaterra), essent el 2n fill de Thomas Gage, 1r vescomte Gage i de Benedicta Maria Teresa Hall. Firle Place, Firle, Sussex, és on la família Gage s'havia establert des del segle xv. Era germà de William Gage, 2n vescomte Gage. El 1728 Gage va començar a assistir a la prestigiosa Westminster School, on va conèixer a figures com John Burgoyne, Richard Howe, Francis Bernard i George Germain. Malgrat la llarga tradició catòlica de la família, el vescomte Gage va adoptar l'Església Anglicana el 1715. Durant els seus anysd'escola, el jove Thomas es va convertir fermament a l'anglicanisme, desenvolupant una aversió a l'Església Catòlica Romana que es va fer evident als darrers anys.
Després de graduar-se a Westminster el 1736 no hi ha cap registre de les activitats de Gage fins que es va unir a l'exèrcit britànic, rebent finalment una comissió com a alferes. Les seves primeres tasques van consistir a reclutar a Yorkshire. El gener de 1741 va adquirir el rang de tinent al 1r Regiment de Northampton, on va romandre fins al maig de 1742, quan va ser transferit al Regiment Battereau amb el grau de capità tinent. Gage va rebre l'ascens a capità el 1743 i va prendre part a la Guerra de Successió Austríaca amb les forces britàniques a Flandes, on va exercir d'ajudant de camp amb el comte d'Albemarle a la batalla de Fontenoy. Va servir novament durant el Segon Aixecament Jacobita, que va culminar el 1746 a la batalla de Culloden. De 1747 fins a 1748, Gage va servir amb Albemarle als Països Baixos. El 1748 va ser ascendit a major i va ser transferit al 55è Regiment d'infanteria (que més tard va passar a ser el 44è). El regiment va estar ubicat a Irlanda des del 1748 fins al 1755. Gage va ser ascendit a tinent coronel el març de 1751.
Durant els primers anys de servei va passar temps lliure al White's Club, d'on n'era membre, i de tant en tant viatjava, anant almenys fins a París. Fou una figura popular en l'exèrcit i al club, tot i que no li agradava l'alcohol ni jugava molt. Charles Lee va escriure una vegada a Gage, "he respectat el teu enteniment, m'han agradat les teves maneres i he adorat perfectament les qualitats del teu cor." Gage també va fer alguns contactes polítics importants, establint relacions amb personalitats com Lord Barrington, el futur secretari de guerra, i Jeffrey Amherst, un home més o menys de la seva edat que assolir grans posicions durant la Guerra Franco-Índia.
El 1750, Gage es va comprometre amb una «dama de rang i fortuna, a qui va convèncer per donar la mà d'una manera honorable». Finalment, el compromís es va trencar, deixant Gage amb el cor trencat. El 1753, tant Gage com el seu pare ocupaven un escó al Parlament. Tots dos van perdre en les eleccions de l'abril de 1754, tot i que el seu pare ja havia estat membre del Parlament anteriorment. Tots dos van impugnar els resultats, però el seu pare va morir poc després i Gage va retirar la queixa a principis de 1755, mentre el seu regiment estava sent enviat als Estats Units després de l'esclat de la Guerra Franco-Índia.

## Guerra Franco-Índia
El 1755 el regiment de Gage va ser enviat a Amèrica del Nord com a part de la força expedicionària del general Braddock, l'objectiu de la qual era l'expulsió de les forces franceses de la vall de l'Ohio, territori en disputa entre les colònies franceses i britàniques per la que hi havia hagut enfrontaments militars el 1754. En aquesta expedició, el regiment de Gage estava a l'avantguarda de les tropes quan es van trobar amb una companyia de francesos i indis que estaven tractant d'establir una emboscada. Aquesta escaramussa va originar la batalla del Monongahela, en la qual Braddock va ser ferit de mort i George Washington es va distingir pel seu valor en el combat i el seu lideratge en l'organització de la retirada. El comandant del 44è Regiment, el coronel Peter Halkett, va ser un de molts oficials que van morir en la batalla i Gage, que va assumir temporalment el comandament del regiment, va ser lleument ferit. El regiment va ser delmat i el capità Robert Orme (ajudant de camp del general Braddock) va acusar les tàctiques mediocres de Gage al camp de batalla de conduir a la derrota; com a resultat de les seves acusacions, a Gage se li va negar de forma permanent el comandament del Regiment número 44. Gage i Washington van mantenir una relació cordial durant diversos anys després de l'expedició, però la distància i la manca de contacte freqüent probablement van refredar la relació. El 1770, Washington estava condemnant públicament les accions de Gage en l'afirmació de l'autoritat britànica a Massachusetts.

### Creació de la infanteria lleugera
L'estiu de 1756 Gage va exercir com a segon al comandament d'una expedició fallida per a reabastir Fort Oswego, que va caure en mans franceses, mentre l'expedició estava de camí. L'any següent va ser assignat al capità general John Campbell Loudoun a Halifax, Nova Escòcia, on una expedició planejada contra Louisbourg es va retirar en enfrontar-se a una flota francesa més gran.
El desembre de 1757, Gage va proposar a Loudoun la creació d'un regiment d'infanteria lleugera que s'adaptés millor als combats en terreny boscós. Loudoun va aprovar el pla abans de ser cridat aquell mateix mes, recomanant també Gage al rei per a la promoció a coronel. Gage va passar l'hivern a Nova Jersey, reclutant per al recentment aixecat 80è Regiment d'infanteria lleugera, el primer regiment d'aquest tipus de l'exèrcit britànic. Encara que no se sap exactament quan va conèixer els Kemble, la seva elecció de la zona de Brunswick podria haver estat motivada pel seu interès en Margaret Kemble, una bellesa molt coneguda de la zona, descendent de la família Schuyler i neta de l'alcalde de Nova York Stephanus Van Cortlandt. El reclutament i festeig van ser ambdós exitosos. El febrer de 1758 Gage era a Albany, preparant-se per a la campanya d'aquell any i ell i Margaret es van casar el 8 de desembre del mateix any.
La campanya per a la qual Gage va ser a Albany va culminar en la desastrosa batalla de Carillon, en la qual la força britànica, amb uns 16.000 efectius, va ser derrotada per poc menys de 4.000 efectius francesos. Gage, el regiment del qual era a l'avantguarda britànica, va ser ferit de nou en aquesta batalla, en la qual els britànics van patir més de 2.000 baixes. Gage, que havia estat promocionat a general de brigada a la campanya de 1758, va rebre el 1759 la completa promoció, en gran part gàcies a les maniobres polítiques del seu germà, Lord Gage.

### Fracàs en actuar contra la Galette
El nou general va ser posat al comandament del lloc d'Albany, servint sota el general major Jeffrey Amherst. El 1759, poc després de capturar Ticonderoga sense lluita, el general Amherst es va assabentar de la mort del general John Prideaux l'expedició del qual havia capturat Fort Niagara. Amherst va ordenar llavors a Gage prendre Prideaux i prendre Fort de la Présentation (també conegut com a Fort La Galette) a la desembocadura del riu Oswegatchie al llac Ontario. Quan Amherst va saber que els francesos també havia abandonat Fort Saint-Frédéric, va enviar un missatger a Gage amb instruccions més explícites per capturar La Galette i després, si era possible, avançar fins a Mont-real.
Quan Gage va arribar a Oswego, que havia estat capturat al juliol per les tropes sota el comandament de Frederick Haldimand, va nspeccionar la situació i va decidir que no era prudent actuar contra La Galette. Els reforços esperats de Fort Duquesne no havien arribat, la força militar francesa a La Galette era desconeguda i la seva força a prop de Mont-real es creia que era relativament alta. Gage, creient que un atac a La Galette no suposaria cap avantatge significatiu, va optar per no actuar i va enviar a Amherst un missatge esbossant les seves raons. Encara que no hi va haver censura immediata ni d'Amherst ni del govern, Amherst estava indignat pel fet i les tropes de Gage van estar situades a la part posterior de l'exèrcit d'Amherst a l'expedició de 1760 que va donar lloc a la rendició de Montréal.

## Primera etapa de governador
Després de la rendició francesa, Amherst va nomenar Gage Governador militar de Mont-real, una tasca que Gage va trobar una mica ingrata, perquè havia de gestionar els detalls minuciosos de la gestió municipal juntament amb l'administració de l'ocupació militar. També es va veure obligat a fer front als litigis civils i gestionar el comerç amb els indis de la regió dels Grans Llacs, on els comerciants es disputaven les reivindicacions territorials, i es va barallar amb els indis. Margaret va anar a viure amb ell a Mont-real, on van néixer els seus primers dos fills, Harry, el futur 3r vescomte Gage, i Maria Theresa. El 1761, va ser ascendit a major general i el 1762, de nou amb l'ajuda del seu germà, es va posar al comandament del 22è Regiment, per garantir l'ordre, fins i tot en temps de pau.
Segons totes les fonts, Gage semblava ser un administrador imparcial, respectant la vida i els béns de les persones tot i que tenia una sana desconfiança dels senyors terratinents i del clergat catòlic, que ell considerava com intrigants per als francesos. Quan es va anunciar la pau després del Tractat de París de 1763, Gage va començar a pressionar per una altra destinació, ja que estava "molt [cansat] d'aquest clima maleït, i hauria d'estar subornat a un preu molt alt per romandre aquí més temps". L'octubre de 1763 les bones notícies que van arribar van ser el nomenament com a comandant en cap de l'Amèrica del Nord, mentre Amherst estava de llicència a la Gran Bretanya. Immediatament va deixar de Mont-real i va assumir el comandament d'Amherst a Nova York el 17 de novembre de 1763. Amb això, va heretar la tasca d'encarregar-se de l'aixecament indígena conegut com la Rebel·lió de Pontiac.

### Rebel·lió de Pontiac

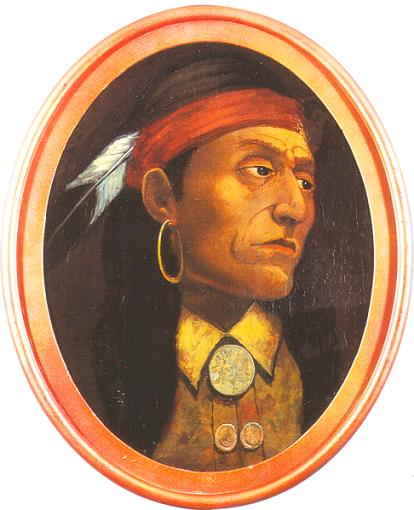
No es coneix l'existència d'imatges autèntiques de Pontiac. Aquesta interpretació artística va ser pintada per John Mix Stanley.

Després de la conquesta de Nova França, Amherst, que tenia poc respecte pels indis, va instituir polítiques que obstaculitzaven greument les relacions entre britànics i indis, prohibint principalment la venda de municions. Combinat amb una preocupació generalitzada sobre l'expansió britànica en els seus territoris, això va portar a les tribus del país d'Ohio i de l'antic territori francès de Pays d'en Haut a aixecar-se contra els britànics. El maig de 1763, sota la direcció del cabdill ottawa Pontiac, van llançar una sèrie d'atacs contra forts fronterers britànics amb lleugera guarnició, expulsant-ne amb èsxit als britànics d'alguns, amenaçant als altres, i atemorint als pobladors d'aquestes zones.
Amb l'esperança de posar fi al conflicte diplomàticament, Gage va ordenar als coronels John Bradstreet i Henry Bouquet dur a terme expedicions militars i també va ordenar a Sir William Johnson participar en les negociacions de pau. Johnson va negociar el Tractat de Fort Niagara l'estiu de 1764 amb algunes de les tribus desafectes i el coronel Bouquet va negociar un alto el foc l'octubre de 1764, que va donar lloc a un altre tractat de pau conclòs per Johnson el 1765. El 1765, el 42è Regiment de Royal Highland finalment va aconseguir arribar a Fort Cavendish, l'última fortalesa encara en mans franceses. El conflicte no es va resoldre per complet fins que el mateix Pontiac va viatjar a Fort Ontario i va signar un tractat formal amb Johnson el juliol de 1766.

### Manteniment en el càrrec
Quan el general Amherst va deixar Amèrica del Nord el 1763, va ser amb una llicència per absentar-se del seu càrrec de comandant en cap. El 1764, Amherst va anunciar que no tenia intenció de tornar a Amèrica del Nord, per la qual cosa el càrrec de Gage per aquest lloc es va fer permanent. (Amherst retingué els càrrecs de governador de Virgínia i coronel del 60è Regiment d'infanteria, posicions que només abandonà el 1768, quan va ser obligat a anar realment a Virgínia o renunciar al càrrec). Les intrigues d'altres oficials d'alt rang —especialment de Robert Monckton i els seus partidaris— pels seus pels seus càrrecs van seguir durant tot el seu mandat com a comandant en cap. Gage va ser ascendit a tinent general el 1771. El 1767 Gage va ordenar l'arrest del major Robert Rogers, l'exlíder dels Rangers de Rogers a qui Gage havia arribat a detestar i desconfiar durant la guerra. La detenció es va basar en la feble evidència que Rogers podria haver participat en un complot amb els francesos; va ser absolt en un consell militar el 1768.
Gage va dedicar la major part del seu temps com a comandant en cap, el càrrec més poderós a l'Amèrica britànica, a la ciutat de Nova York i als seus voltants. Tot i que Gage estava atabalat per les exigències administratives de la gestió d'un territori que abastava la totalitat d'Amèrica del Nord a l'est del riu Mississipi, els Gage gaudien de la vida a Nova York, participant activament en l'escena social. Encara que la seva posició li donava l'oportunitat de fer els arranjaments financers que podrien haver folrat les butxaques dels oficials d'alt rang a costa de la bossa militar, hi ha poques evidències que s'involucrés en transaccions incorrectes significatives. A més de la generosa suma de 10 £ diàries com a comandant en cap, va rebre una varietat d'altres estipendis, inclòs el seu salari de coronel, rebut per comandar el seu regiment. Aquests fons van permetre enviar a tots els nens Gage (almenys sis dels quals van sobreviure fins a l'edat adulta) a l'escola a Anglaterra.
Si bé Gage no va posar la mà al calaix de l'erari públic de manera innecessària, sí que va participar en les pràctiques relativament comunes de nepotisme i favoritisme polític. A més d'assegurar posicions avantatjoses per a diverses persones anomenades Gage o Kemble, que pel que sembla també va ajudar en la col·locació d'alguns dels seus amics i partidaris polítics o els seus fills.

### Increment de la tensió colonial
Durant l'administració de Gage les tensions polítiques van augmentar a totes les colònies americanes. Com a resultat, Gage va començar a retirar les seves tropes de la frontera per reforçar els centres urbans com Nova York i Boston. A mesura que el nombre de soldats emplaçats a les ciutats va créixer, la necessitat de proporcionar-los alimentació i habitatge adequats es va convertir en urgent. El Parlament va aprovar la Llei d'Aquarterament de 1765, permetent que les tropes britàniques ser aquarterat en residències privades.
Les idees de Gage sobre les raons dels disturbis colonials van tenir un paper important en la promoció de la insurrecció. Al principi creia que el descontentament popular després de la Llei de Timbre de 1765 es devia principalment a un petit nombre de les elits colonials, liderat pels de Boston. El 1768 va recomanar el desplegament de dos regiments per ocupar Boston, un moviment que va inflamar encara més la ciutat. Entre les tropes aquarterades a la ciutat hi havia el 29è Regiment d'infanteria, que s'havia enfrontat prèviament amb colons al Quebec i Nova York i tenia fama d'indisciplinat. Aquesta ocupació finalment va acabar amb la Massacre de Boston el 1770. A finals del mateix any escrivia que "Amèrica és un simple bergant, d'una punta a l'altra, i els bostonians, són de lluny els més grans bergants".
Més tard, Gage va arribar a canviar la seva opinió sobre l'origen dels disturbis, pensant que la democràcia era una amenaça significativa. Veia el moviment de colons a l'interior, lluny d'un control efectiu de la Corona, i el desenvolupament de les assemblees locals com a forma de governança local com els principals elements de l'amenaça, i va escriure el 1772 que «la democràcia és massa freqüent a Amèrica». Considerava que les assemblees locals havien de ser abolides i va recomanar que la colonització s'havia de limitar a les zones costaneres, on podia ser imposada la llei britànica.

## Governador de Massachusetts
Gage va tornar a Gran Bretanya al juny 1773 amb la seva família i, per tant, es va perdre el motí del te de Boston (Boston Tea Party) al desembre d'aquest any. El Parlament britànic va reaccionar al Boston Tea Party amb una sèrie de mesures punitives contra Massachusetts conegudes a les colònies com les Lleis Intolerables. Alguns dels termes d'aquestes mesures, com per exemple l'opció de derivar els judicis polítics a Anglaterra, es van originar amb Gage, i mesures com posar fre a les activitats de les reunions de la ciutat i de la retenció d'un govern representatiu al país d'Ohio també mostren la seva influència. Amb la seva experiència militar i relativa joventut (l'impopular governador de Massachusetts Thomas Hutchinson tenia llavors 62 anys i el vicegovernador Andrew Oliver, igualment impopular, en tenia 67 l'any 1773 i va morir al març de 1774), Gage, una figura popular a banda i banda de l'Atlàntic, va ser considerat el millor home per manejar la crisi que s'estava gestant i fer complir les lleis del Parlament.
A principis de 1774 va ser nomenat governador militar de Massachusetts, en substitució de Hutchinson. Va arribar de la Gran Bretanya a principis de maig, fent una primera parada a Castle William a Castle Island al port de Boston. Va arribar a Boston el 13 de maig de 1774, portat per l'HMS Lively. La seva arribada va ser rebuda amb poca pompa i circumstància, però en general va ser ben rebut en un principi, ja que els bostonians estaven contents de veure marxar a Hutchinson. L'actitud dels locals envers ell es va deteriorar ràpidament quan va començar la implementació de les diverses lleis, inclosa la Llei de Port de Boston, que va deixar moltes persones sense feina, i la Llei de Govern de Massachusetts, que va rescindir formalment el dret de l'assemblea provincial per nominar als membres del Consell del Governador, encara que va conservar l'electe Tribunal General. Gage va dissoldre l'Assemblea el juny de 1774 després descobrir els representants de Massachusetts estaven enviant delegats a l'extralegal Congrés Continental. Ell va convocar noves eleccions que se celebrarien d'acord amb la Llei de Govern de Massachusetts, però la seva autoritat va ser minada pels representants que es van negar a reunir-se amb el nou governador del Consell. Va tractar de subornar als líders polítics a Massachusetts, en particular Benjamin Church i Samuel Adams. Amb el primer va tenir èxit —Church li va subministrar en secret informació d'intel·ligència sobre les activitats dels líders rebels— però Adams i altres líders rebels no van canviar de parer.
El setembre de 1774 Gage va retirar les seves guarnicions de Nova York, Nova Jersey, Filadèlfia, Halifax i Terranova i les va portar totes sota el seu comandament a Boston juntament amb una gran presència naval britànica sota el comandament de l'almirall Samuel Graves. També va procurar fer complir estrictament les directives de l'exèrcit sobre la confiscació de material de guerra. El setembre de 1774 va ordenar treure la pólvora provincial d'un polvorí en el que avui és Somerville, Massachusetts. Aquesta acció, tot i que reeixida, va provocar una reacció popular enorme coneguda com l'Alarma de la Pólvora (Powder Alarm), donant lloc a la mobilització de milers de milicians provincials que van marxar cap a Cambridge, Massachusetts. Tot i que la milícia es va dispersar ràpidament, la demostració de força per part de les forces provincials van tenir un efecte durador en Gage i a partir de llavors es van tornar més cautelós en les seves accions. La ràpida resposta dels provincials es va deure en gran part a Paul Revere i els Fills de la Llibertat. Els Fills de la Llibertat van mantenir una acurada vigilància sobre les activitats de Gage i van advertir amb èxit a d'altres sobre les futures accions abans que Gage pogués mobilitzar les seves tropes britàniques per executar-les.
Gage va ser criticat per permetre l'existència de grups com els Fills de la Llibertat. Un dels seus oficials, Lord Percy, va comentar, «la gran lentitud i la moderació del general només serveixen per fer que [els colons] siguin més atrevits i insolents». El mateix Gage va escriure després de la Powder Alarm, «Si la força s'ha d'utilitzar a llarg termini, ha de ser considerable i han de ser contractades tropes estrangeres, començar amb petites quantitats animarà la resistència i no atemorirà i al final costarà més sang i diners». Edmund Burke descriu la relació conflictiva de Gage en dir al Parlament, «un anglès és la persona menys apta a la Terra per sotmetre un altre anglès a l'esclavitud»."

## Guerra d'Independència Americana
El 14 d'abril de 1775, Gage va rebre ordres de Londres de prendre mesures decisives contra els Patriotes. Assabentat que la milícia havia estat emmagatzemant armes a Concord, Massachusetts, va enviar una tropa de regulars a confiscar-les la nit del 18 d'abril. Una petita escaramussa a Lexington va dispersar les milícies colonials reunides allà, però en un allunyament posterior a Concord, una part de la força britànica va ser derrotada per un contingent de la milícia colonial més forta. Quan els britànics van abandonar Concord després de la seva recerca (que va ser en gran part fallida, ja que els colons, advertits prèviament de l'acció, s'havien desfet de la major part dels subministraments), la milícia colonial va topar amb la columna britànica en una batalla a Charlestown. Les batalles de Lexington i Concord van resultar en un total de 273 morts per als britànics i 93 per als rebels americans.
Després de Lexington i Concord, milers de milícians colonials van envoltar la ciutat, començant el setge de Boston. En un primer moment, els rebels (liderats principalment pel general de Massachusetts Artemis Ward) es van enfrontar a uns 4.000 soldats britànics, que van ser reprimits a la ciutat. L'almirall britànic Samuel Graves va comandar la flota que va seguir controlant el port. El 25 de maig, 4.500 reforços van arribar a la ciutat, juntament amb tres generals més: el general major William Howe i els brigadiers John Burgoyne i Henry Clinton
El 12 de juny, Gage va emetre una proclama, possiblement escrita per Burgoyne però distribuïda en nom de Gage, concedint l'indult general a tots els que demostressin lleialtat a la corona, amb la notable excepció de John Hancock i Samuel Adams. Gage també va treballar amb els generals nouvinguts en un pla per trencar el control de les forces assetjades. Emprarien un assalt amfibi per prendre el control de la desocupada Dorchester Heights, seguit d'un atac contra el campament rebel a Roxbury. Llavors, aprofitarien les altures a la península de Charlestown, incloent Breed's Hill i Bunker Hill. Això hauria permès als britànics per prendre finalment la seu colonial a Cambridge. Els colons van ser advertits d'aquests plans i van prendre la iniciativa. La nit del 16 al 17 de juny, van fortificar Breed's Hill, amenaçant la posició britànica a Boston. El 17 de juny de 1775 les forces britàniques al comandament del general Howe van prendre la península de Charlestown a la batalla de Bunker Hill. Els britànics van guanyar la batalla, però va sofrir més de 1.000 baixes sense alterar significativament l'estat de setge. Henry Clinton va anomenar-la «[una] victòria a un preu molt alt, una altra ens hauria arruïnat», mentre que altres oficials van assenyalar que no s'havia guanyat res amb la victòria. El mateix Gage va escriure a la Secretaria de Guerra:
Aquesta gent mostra un esperit i una conducta contra nosaltres que mai va mostrar contra els francesos... Són ara empesos per una ràbia i un entusiasme tan gran com si estiguessin posseïts i s'ha d'actuar seriosament o desistir de l'assumpte. Un petit cos actuant en un punt no és útil, cal tenir grans exèrcits fent desviaments en diferents costats per a dividir les seves forces. Les pèrdues sofertes són més grans del que podem suportar. Els exèrcits petits no es poden permetre pèrdues similars, sobretot quan l'avantatge obtingut tendeix a ser poc més que l'obtenció d'una base.

## Retorn a la Gran Bretanya
El 25 de juny de 1775, Thomas Gage va escriure un despatx a la Gran Bretanya, notificant a Lord Dartmouth els resultats de la batalla el 17 de juny. Tres dies després que el seu informe arribés a Anglaterra, Dartmouth va emetre l'ordre de retirar a Gage i reemplaçar-lo per William Howe. la rapidesa d'aquesta acció és deu probablement al fet que dins del govern ja s'estava discutint la destitució de Gage i la batalla va ser només la darrera gota. Gage va rebre l'ordre a Boston el 26 de setembre i va salpar cap a Anglaterra el dia 11 d'octubre.
La naturalesa de l'ordre de retorn de Dartmouth no va arrencar realment a Gage dels seus càrrecs immediatament. William Howe el va reemplaçar temporalment com a comandant de les forces a Boston, mentre que al general Guy Carleton se li va donar el comandament de les forces al Quebec. Tot i que el rei Jordi va voler premiar el seu "general tou" pels seus serveis, l'única recompensa de Gage després que Lord George Germain (que va succeir a Dartmouth com a secretari d'Estat d'Amèrica del Nord) donés formalment el comandament a Howe a l'abril 1776, va ser que ell va conservar el càrrec de governador de Massachusetts.
A la tornada dels Gage a Anglaterra, finalment la família es va establir en una casa a Portland Place a Londres. Tot i que presumiblement va ser rebut amb una càlida recepció en la seva entrevista amb un simpàtic rei Jordi, els escrits públics i privats sobre ell i la seva caiguda del poder eren a vegades viciosos. Un corresponsal va escriure que Gage havia «corregut la seva cursa cap a la glòria... que el va deixar sol a l'infern de la seva pròpia consciència i de la infàmia que inevitablement l'han d'acompanyar!». Altres eren més amables, com el governador de New Hampshire Benning Wentworth, que el va caracteritzar com «un bon home i savi... envoltat de dificultats».
Gage es va reincorporar breument al servei l'abril de 1781, quan Amherst el va designar per mobilitzar tropes per a una possible invasió francesa. A l'any següent, Gage assumí el comandament del 17è regiment de dragons lleugers. Va ser ascendit a general el 20 de novembre de 1782 i més tard traslladats a comandar l'11è regiment de dragons.

## Darrers anys i llegat
A mesura que la maquinària de guerra es va reduir a mitjans de la dècada de 1780, les activitats militars de Gage van disminuir. Va donar suport als esforços dels legitimistes per recuperar les pèrdues sofertes quan es van veure obligats a abandonar les colònies, confirmant de manera notable la traïció de Benjamin Church per tal de promoure les reclamacions d'indemnització de la seva vídua. Va rebre visitants a Portland Place i a Firle, incloent Frederick Haldimand i Thomas Hutchinson. La seva salut va començar a declinar a principis de la dècada de 1780.
Gage va morir a Portland Place el 2 d'abril de 1787 i va ser enterrat a la finca familiar a Firle. La seva dona li va sobreviure gairebé 37 anys. El seu fill Henry va heretar el títol familiar després de la mort del seu oncle William i es va convertir en un dels homes més rics d'Anglaterra. El seu fill menor, William Hall Gage, es va convertir en almirall de la Royal Navy i les tres filles es van casar en famílies conegudes.
La ciutat de Gagetown, New Brunswick porta el seu nom. En conseqüència, la base de les Forces Canadenques CFB Gagetown també porta el seu nom.
El 1792 el tinent governador de l'Alt Canadà John Graves Simcoe va canviar el nom de l'arxipèlag de les illes de la desembocadura del riu Sant Llorenç pel dels generals victoriosos de la conquesta del Canadà: Wolfe Island, Amherst Island, Howe Island, Carleton Island i Gage Island. Aquesta última és ara coneguda com a Simcoe Island.